# Basilique del Juramento de San Rafael
La basilique del Juramento de San Rafael est une église catholique de la ville de Cordoue, en Andalousie, qui a le titre de basilique mineure. Elle se situe dans le lieu où on croit que l'archange Raphaël est apparu au père Roelas en 1578, en lui jurant garder la ville.
À la fin du XVIIIe siècle s'ouvre une souscription populaire pour financer la construction de l'édifice projeté par Vicente López Cardera, finalement consacré en 1806. Il est le siège canonique de la Fraternité Universitaire (Cordoue) et de la Fraternité de San Rafael, Gardien de Cordoue.

## Architecture
Exemple de grande originalité, il présente la dernière façade de style néoclassique érigée à Cordoue. L'église héberge des œuvres de grande qualité.
L'intérieur de l'église se divise en trois nefs. Dans l'autel majeur, un baldaquin héberge l'image du titulaire.